# فاتح دلها
فاتح دل‌ها فیلمی به کارگردانی رضا صفایی و نویسندگی حبیب اله کسمایی ساختهٔ سال ۱۳۵۱ است.

## بازیگران
- نعمت‌الله آغاسی
- علی میری
- نازنین
- نرسی کرکیا
- توتیا
- محسن مهدوی
- گیتی فروهر
- رضا عبدی
- منوچهر اخضرپور
- کاظم تهرانچی
- محمد عبدی
- کریم قاجار
- احمد عرب
- عباس فرهنگ
- احمد نجیبی
- ابراهیم دشتی
- کریم پرویزیان
- اکبر طلایی
- علی حیدری
- جمیله شبستری
- زانیچ
- داوود رجایی
- سوزی یاشار